# 미야모토 도루
미야모토 도루(일본어: 宮本 亨, 1982년 12월 3일 ~ )는 일본의 전 축구 선수이다.

## 구단 경력
과거 아비스파 후쿠오카, 도치기 SC, 기라반츠 기타큐슈에서 활동하였다.